# 奥村晃作
奥村晃作（おくむら こうさく、1936年6月14日 - ）は、日本の歌人。歌誌「コスモス」選者。

## 経歴
長野県飯田市生まれ。長野県飯田高等学校を経て、1962年東京大学経済学部卒業。三井物産に入社後、2年程で退職し学士入学して教員免許を取得。のち芝中学校・高等学校社会科教諭に着任。大学在学中に『コスモス』に入会、宮柊二に師事する。1967年、「荒涼たる風景」で第13回角川短歌賞候補。1985年には「コスモス」の仲間である桑原正紀や高野公彦らと同人誌『棧橋』を創刊。
橘曙覧などの近世和歌を消化し、現代短歌の一領域として「ただごと歌」を認知させた。教師時代の奥村に短歌の手引きを受け、後に『コスモス』に入会した教え子に、影山一男や大松達知がいる。また本上まなみが愛読者であり、ワールドビジネスサテライトの「スミスの本棚」コーナーでは『奥村晃作歌集』を紹介した。萩原慎一郎と歌会などで交流があったとされ、2019年に出版された『歌集 八十一の春』では萩原への挽歌が収録されている。

## 著書
- 『隠遁歌人の源流 式子内親王・能因・西行』笠間書院　1975　笠間選書
- 『現代短歌 奥村晃作歌論集』短歌新聞社　1977
- 『三齢幼虫 奥村晃作歌集』白玉書房　1979　コスモス叢書
- 『鬱と空 奥村晃作歌集』石川書房　1983　コスモス叢書
- 『鴇色の足 歌集』本阿弥書店　1988　コスモス叢書
- 『宮柊二の秀歌二百首 戦中・戦後の絶唱』ながらみ書房　1989
- 『父さんのうた 奥村晃作歌集』ながらみ書房　1991　コスモス叢書
- 『蟻ん子とガリバー 奥村晃作歌集』ながらみ書房　1993　コスモス叢書
- 『抒情とただごと 奥村晃作歌論集』本阿弥書店　1994　短歌ライブラリー
- 『都市空間 奥村晃作歌集』ながらみ書房　1995　コスモス叢書
- 『賀茂真淵 伝と歌』短歌新聞社　1996
- 『奥村晃作作品集』雁書館　1998
- 『恵那のいただき 悲恋の歌人金田千鶴小伝』南信州新聞社出版局　1999
- 『男の眼 奥村晃作歌集』雁書館　1999　コスモス叢書
- 『ピシリと決まる 歌集』北冬舎 2001
- 『キケンの水位 奥村晃作歌集』短歌研究社　2003　コスモス叢書
- 『奥村晃作歌集』砂子屋書房　2004　現代短歌文庫 ISBN 978-4790407874
- 『スキーは板に乗ってるだけで 奥村晃作歌集』2005　角川短歌叢書
- 『空と自動車 奥村晃作歌集』短歌新聞社　2005　新現代歌人叢書
- 『ただごと歌の系譜 近世和歌逍遥』本阿弥書店　2006
- 『歌集 多く連作のうた』ながらみ書房　2008
- 『歌集 多く日常のうた』ながらみ書房　2009
- 『青草 歌集』柊書房　2011　コスモス叢書
- 『歌集 造りの強い傘』青磁社　2014 ISBN 978-4861982835
- 『歌集 ビビッと動く』六花書林 2016 ISBN 978-4907891312
- 『歌集 八十の夏』文芸社 2017 ISBN 978-4907891527
- 『歌集 八十一の春』文芸社 2019 ISBN 978-4286202594

## 代表歌
- 次々に走り過ぎ行く自動車の運転する人みな前を向く／『三齢幼虫』
- 舟虫の無数の足が一斉に動きて舟虫のからだを運ぶ／『鬱と空』
- もし豚をかくの如くに詰め込みて電車走らば非難起こるべし／『鬱と空』
- イヌネコと蔑（なみ）して言ふがイヌネコは一生無所有の生を完（まつた）うす／『鴇色の足』
- 撮影の少女は胸をきつく締め布から乳の一部はみ出る／『鴇色の足』
- 不思議なり千の音符のただ一つ弾きちがへてもへんな音がす／『鴇色の足』
- ボールペンはミツビシがよくミツビシのボールペン買ひに文具店に行く／『鴇色の足』